# Tren del Llano
El Tren del Llano (inicialmente conocido como El Picure) es una megabanda criminal venezolana fundada por José Antonio Tovar Colina alías "El Picure" en el año de 2008, operando inicialmente en los estados de Guárico y Aragua, comenzando como una banda dedicada al robo de vehículos. El Tren del Llano es conocida por ser una de las primeras megabandas.

## Historia
El fundador del Tren del Llano, José Antonio Tovar Colina, El Picure fue ingreso a una célula criminal en 2006, tras haberse iniciado la creación del Sistema Ferroviario Nacional, que atravesaría los estados Monagas, Estado Anzoátegui, Guárico, Barinas, Cojedes y Portuguesa de Venezuela. Sin embargo, su historial delictivo se remota oficialmente desde 2008, cuando contaba con 19 años de edad. Según expertos, se cree que los primeros integrantes del Tren del Llano se conocieron en prisión (tendencia común en las megabandas), ya que rápidamente reprodujeron en las calles las estructuras y los códigos carcelarios. Su modus operandi inicial consistía en secuestrar los vehículos de los hacendados de comunidades de Guárico y del Sur de Aragua, para posteriormente recurrir al pagar un monto para su devolución. Con el tiempo, empezaron a extorsionar a dueños de fincas, comercios y constructoras, aplicando su mismo. En 2008, la organización del Picure también incursionó en el narcotráfico, lo que les permitió obtener mayores ingresos, equipando a la organización con armamento pesado, y además la organización construyó una base social, además de otorgar beneficios económicos a algunas personas de dicha localidad.
No fue hasta 2013, cuando la banda del Picure comenzó a aparecer en el radar de las autoridades debido al homicidio del detective del Cuerpo de Investigaciones Científicas, Penales y Criminalísticas (CICPC) Renny Jésus Mejía, ocurrida el 21 de julio del mismo año. Si bien dos de los sicarios responsables del ataque fueron abatidos nueve días en un enfrentamiento contra las autoridades después en el sector Puente La Caimana, Ortiz, Guárico, las autoridades seguían investigando la rápida expansión del grupo criminal. No solo la Guardia Nacional Bolivariana (GNB) y el CICPC seguirían las pistas del Picure, también la Interpol se sumó a la búsqueda del criminal.
A pesar del debilitamiento de la banda después de la muerte del Picure, el grupo siguió operando de manera discreta, no fue hasta en julio de 2019 cuando se viralizó un video en el que aparecían presuntos miembros disparando al aire sus armas en Altagracia de Orituco, Guárico, como homenaje a dos delincuentes asesinados en un enfrentamiento contra otra pandilla. Este video indignó a la sociedad venezolana por el nivel de armamento que cuentan las bandas delincuenciales en Venezuela.

### Actividades armada
En un periodo aproximado de cuatro años, el Tren del Llano expandió sus actividades delictivas como secuestros, asesinato, y el tráfico de drogas. Su primer ataque de gran impacto fue el ataque del detective Renny Jésus Mejía, asesinado con un fusil FN FAL, probando que el arsenal del Tren del Llano estaba evolucionando, hallándose fusiles de asalto, granadas y explosivos. El Tren del Llano es señalado del viceministro de Comunidades Indígenas en Concha de Mango, Guárico.
El 22 de julio del 2013, se registra una masacre en la localidad Valle de la Pascua, Leonardo Infante, cuando un comando armado irrumpió en una fiesta, abriendo fuego y dejando como saldo 5 personas muertas y otras tres heridas. Además de este ataque, el Tren del Llano intensificarían sus ataques contra pandillas rivales y fuerzas de la seguridad, robo de vehículos y robo de uniformes de las fuerzas policiales y miembros del PDVSA.
No fue hasta el 11 de noviembre del 2014 cuando miembros del Tren del Llano abrieron fuego contra personas dentro de una finca llamada "San Juan de Dios" en el sector Altagracia de Orituco, en el Estado Guárico, dejando como saldo 11 personas muertas. A raíz de este atentado, el gobernador de Guárico ordenó a investigar la masacre. Para 2015, las autoridades venezolanas confirmaron la creación de cuadros rurales con la finalidad de extorsionar a los agricultores y empresas locales, además de acercarse a la ciudad de Caracas. Además el Tren del Llano, al igual de otras organizaciones criminales presumen su arsenal por redes sociales
Después de la muerte de su líder fundador, su banda quedó gravemente debilitada, pero siguiendo operando de manera más discreta bajo el mando de Gilberto Malony Hernández, alias "El Malony". Pero a pesar del progresivo aumento de las actividades del Tren del Llano, las autoridades han intentando contener su expansión, como una operación realizada el 31 de julio de 2019 funcionarios de la Fuerzas de Acciones Especiales (Faes) ultimaron a cuatro miembros del grupo pertenecientes al círculo cercano de "el Malony", en un operativo que inició en el sector rural Peña de Mota de Altagracia de Orituco, municipio Monagas, en Guárico. Para mediados del 2020, el grupo expandió sus actividades al estado de Sucre, desplazando a una célula criminal llamada "Los Caraqueños" ligada al Tren de Aragua. Este avance permitió lucrarse de las rutas de narcotráfico que pasan por allí rumbo al Caribe.
No fue hasta el 8 de noviembre del 2021, un enfrentamiento entre miembros del cuerpos de seguridad y miembros del Tren del Llano, esto en las zonas montañosas de la de San Juan de Unare, municipio de Sucre, Sucre, dejó como saldo a Gilberto Malony Hernández, alias “Malony” y 17 de sus integrantes muertos y 5 oficiales de la ley resultaron heridos. Este fue una de varias ofensivas en contra de la organización criminal que volvieron a debilitar al grupo, todo parte de la llamada "Operación Trueno".

## Muerte de El Picure
No fue hasta el 3 de mayo del 2016 cuando El Picure, fue abatido junto a otros tres miembros de sus cómplices en un enfrentamiento con las autoridades, esto en la localidad de El Sombrero, Guarico.
Tras su deceso, fue trasladado vía aérea a la medicatura de la Morgue de Bello Monte en Caracas para practicarle los exámenes forenses. Desde su llegada a dicho lugar en la noche del mismo día, la morgue custodiada por funcionarios del ejército venezolano por tres días continuos, lo que afectó su funcionamiento, algo inusual en la historia policial venezolana.
Según publicaciones, el 5 de mayo fue trasladado al Cementerio de El Junquito para su cremación, sin la autorización de sus allegados; a pesar de que el artículo 24 de la Ley para la Regulación y Control de la Prestación del Servicio Funerario, «establece que se necesita la "autorización del familiar o persona facultada para ordenar la cremación», además la misma ley en su artículo 28 versa que «"cuando un cuerpo esté sometido a un proceso de investigación penal y científica" no puede ser incinerado, puesto que podría entorpecer el resultado de la investigación». No fue hasta el 6 de mayo cuando las cenizas de El Picure le fueron entregados a sus familiares en una caja de cartón sin el certificado de cremación.

## Otras acciones
El vacío de poder tras la muerte de El Picure y las continuas medidas represivas del gobierno obligaron al grupo a bajar su perfil durante varios años. En julio de 2019 una presunta facción del Tren de Llano publicó un vídeo de sus miembros disparando sus armas al aire en una localidad del estado de Guárico.
En 2020, el grupo realizó incursiones en el estado Sucre, adentrándose en el golfo de Paria, una importante ruta de tráfico de cocaína y marihuana. El gobierno inició una operación contra Tren del Llano a finales de 2021, después de que el grupo presuntamente robara un cargamento de cocaína perteneciente al Cártel de los Soles. Las fuerzas de seguridad obligaron al Tren del Llano a salir de Sucre y mataron a su entonces líder, Gilberto Malony Hernández, alias “Malony”.
Las autoridades empezaron a atacar all grupo en el Estado Guárico con una nueva campaña militar denominada “Operación Trueno”, que comenzó en abril de 2022. El gobierno desplegó 800 policías y soldados que detuvieron a decenas de presuntos miembros del Tren del Llano durante las primeras fases de la Operación Trueno I. Las fuerzas de seguridad también mataron a 13 presuntos miembros del Tren del Llano durante la primera semana de la Operación Trueno III, en agosto de 2022.
En mayo uno de los líderes del Tren del Llano Carlos José Pirela Armas alias "Carlitos Pirela" fue hallado muerto, asesinado por un presunto ajuste de cuentas entre integrantes de la banda. Desde entonces, Óscar de Jesús Noguera Hernández, alias “Óscar del Llano” o “El Pipi”, primo de Malony, ha tomado el liderazgo.
La ofensiva contra el Tren del Llano continuó en marzo de 2023, cuando el gobierno desplegó 1.500 soldados en Altagracia de Orituco como parte de una nueva operación destinada a acabar con la banda. Sin embargo, defensores de derechos humanos documentaron abusos por parte de las fuerzas de seguridad, como detenciones arbitrarias, entre otras violaciones de derechos humanos, durante la operación. En 2024 pintas atribuidas al Tren del Llano amenazaron de muerte a la líder opositora María Corina Machado.
Desde 6 de agosto de 2024 el gobierno realiza un fuerte operativo llamado "Operación Zaraza 2024" en búsqueda de Oscar de Jesús Noquera Hernández alias "El diente", tratando de capturar vivo al líder y sus familiares buscando conseguir ciertos testimonios bajo chantaje para relacionarlos con María Corina Machado y Edmundo González Urrutia para involucrarlos como terroristas, así lo hicieron saber militares involucrados en el operativo bajo el anonimato por el peligro que corren. La operación implica el despliegue de aproximadamente 6 mil funcionarios policiales y militares que tomaron posiciones en los 15 municipios de Guárico. Ocho individuos han caído abatidos entre ellos Yohani Machuca alias El Pepón. Otros ocho sujetos fueron detenidos y entregados al Ministerio Público donde les abrieron procedimientos por porte ilícito de arma de fuego, posesión ilícita de material de guerra y asociación para delinquir. En el sector La Cabrera, municipio José Félix Ribas (Tucupido), fueron cinco los capturados: Otoniel David Ramos Hernández, Agustín Rafael Guaporú Guerra, Jesús Alejandro Seijas Farías, Luis Ramón Ramos Hernández y Génesis del Valle Duarte Andrade. Otros tres detenidos en San Francisco de Macaira son Aquiles José Armas Fernández, Ángel Gabriel Gamarra Arteaga y José Gabriel Rojas Blanca.